# Apart
Un apart és un recurs del text teatral en què un personatge parla a l'audiència, simulant un pensament en veu alta. Per convenció, l'audiència s'adona que els altres personatges en escena no poden percebre aquesta elocució. Un apart és en general un comentari breu, a diferencia del monòleg i el soliloqui, i expressa el pensament veritable d'un personatge, de manera que pot mostrar-se confós o equivocat, però no pot ser deshonest. També es considera un apart la conversa entre dos personatges o més que es produeix al marge dels altres presents en escena.